# Себуано (језик)
Себуано или  себуански (Sinugboanon), други по значају језик на Филипинима, после језика тагалог. Припада групи аустронежанских језика.
Име језика потиче од имена острва Себу и шпанског суфикса -ано.
Језик себуано има 16 сугласника: p, t, k, ʔ (безвучни глотални плозив), b, d, g, m, n, ng, s, h, w, l, r и y. Ту су и три самогласника: i, a, и u/o. Слово е су донели Шпанци и оно се користи само за стране речи. Место акцента утиче на значење речи. Ред речи је глагол-субјекат-објекат. Језик себуано разликује инклузивно и ексклузивно „ми“. За сугласнике d и r, као и за самогласнике u и o, примењује се принцип алофоније (сматрају се истим гласом при изговору).
Језици који су позајмили део језичког фонда језику себуано су: шпански и енглески.

## Примери језика
- - Добар дан
- - Како си?
- - Добро
- - хвала
- - да
- - не
- - Говорите ли српски?
- - Волим те
- - здраво

Члан 1 Универзалне декларације о људским правима
```
-{
Ang tanang katawhan gipakatawo nga may kagawasan ug managsama sa kabililhon. 
Sila gigasahan sa salabutan ug tanlag og mag-ilhanay isip managsoon sa 
usa'g-usa diha sa diwa sa ospiritu.}-

```